# Testico
Testico är en ort och kommun i provinsen Savona i regionen Ligurien i Italien. Kommunen hade 187 invånare (2018).